# Calamagrostis archboldii
Calamagrostis archboldii är en gräsart som beskrevs av Albert Spear Hitchcock. Calamagrostis archboldii ingår i släktet rör, och familjen gräs. Inga underarter finns listade i Catalogue of Life.